# Anne Moll
Anne Moll (Mönchengladbach, 6 april 2005) is een voetbalspeelster uit Duitsland. Ze speelt als doelverdedigster voor Bayer 04 Leverkusen in de Bundesliga.

## Clubcarrière
Anne Moll speelde voor verschillende amateurteams voordat ze de overstap maakte naar de jeugdafdeling van Bayer 04 Leverkusen. Zo maakte ze deel uit van Rheydter SV, Blau-Weiß Concordia Viersen, TuS 1860 Wickrath, SV Rot Weiß Hockstein en TSV Meerbusch. Voorafgaande aan het seizoen 2022/23 tekende ze een contract bij profclub Bayer 04 Leverkusen.
Op 28 mei 2023 maakte Moll haar debuut voor Bayer 04 Leverkusen in de Bundesliga door in te vallen voor Anna Klink in de 74ste minuut in een uitwedstrijd bij SV Werder Bremen.
In de zomer van 2024 verlengde Moll haar contract met twee jaar bij Bayer 04 Leverkusen.

## Statistieken
| Seizoen | Club                | Competitie | Competitie | Competitie | Beker | Beker | Overig | Overig | Totaal | Totaal |
| Seizoen | Club                | Competitie | Wed.       | Dlp.       | Wed.  | Dlp.  | Wed.   | Dlp.   | Wed.   | Dlp.   |
| ------- | ------------------- | ---------- | ---------- | ---------- | ----- | ----- | ------ | ------ | ------ | ------ |
| 2022/23 | Bayer 04 Leverkusen | Bundesliga | 1          | 0          | 0     | 0     | 0      | 0      | 1      | 0      |
| 2023/24 | Bayer 04 Leverkusen | Bundesliga | 0          | 0          | 0     | 0     | 0      | 0      | 0      | 0      |
| Totaal  | Totaal              | Totaal     | 1          | 0          | 0     | 0     | 0      | 0      | 1      | 0      |

Bijgewerkt t/m 27 maart 2024.

## Interlandcarrière
Anne Moll maakte deel uit van de selectie van Duitsland onder 19 voor het EK 2023. Moll kwam op dit toernooi in actie in het derde groepsduel tegen de leeftijdsgenoten van Nederland.
1 Voll ·
2 Ostermeier ·
3 Friedrich ·
4 Bragstad ·
5 Levels ·
6 Piljić ·
7 Kramer ·
8 Bartz ·
9 Kehrer ·
10 Hansen ·
11 Kögel ·
12 Mickenhagen ·
13 Haim ·
14 Bragstad ·
16 Zdebel ·
17 Jorde ·
18 Vilhjálmsdóttir ·
19 Bender ·
20 Gonzalez ·
21 Marin ·
23 Bodoy ·
24 Turányi ·
27 Repohl ·
28 Menglu ·
27 Daedelow ·
34 Moll ·
56 Vidal ·
Coach: Pätzold